# Ulica Władysława Sikorskiego w Poznaniu
Ulica Władysława Sikorskiego (niem. Bachstrasse, do 1947 Strumykowa – kalka z języka niemieckiego, gdzie Bach oznacza strumień, ale również kompozytora Jana Sebastiana, który był faktycznym niemieckim patronem traktu) – ulica w Poznaniu, znajdująca się na Wildzie, na obszarze jednostki pomocniczej Osiedle Wilda, pomiędzy ul. 28 Czerwca 1956 r. (na wschodzie), a Roboczą.
Ulica biegnie z północnego wschodu na południowy zachód. Zabudowana w większości kamienicami z XIX i XX wieku. Na północno-wschodnim narożniku znajduje się szachulcowa kamienica nr 1, zbudowana około roku 1890,
przy której stoi kapliczka kryta blachą, zbudowana prawdopodobnie wraz z budynkiem. Fundatorami była bamberska rodzina Handschuhów. W niszy od frontu, do 1939 stała figurka św. Wawrzyńca, męczennika. Została zniszczona przez Niemców w czasie II wojny światowej. Zaraz po wojnie wstawiono w jej miejsce figurę Serca Jezusowego.
Do rejestru zabytków wpisane są kamienice pod numerami: 1, 3/4, 5, 6, 7 (architekt: Paul Hoffmann), 8, 9, 11, 14, 15, 16, 19, 20, 21, 24/25, 30, 31, 32, 33, 34, 35, 36, 37, 38, budowane między IV ćwiercią XIX wieku a 1911.
Do 2018 r. naprzeciw, po drugiej stronie ulicy znajdowało się targowisko spożywczo-przemysłowe, uzupełniające ofertę pobliskiego Rynku Wildeckiego, zwane "Las Vildas". Obecnie znajduje się tam zabudowa mieszkalno-usługowa.
W okresie zaborów ulica nosiła nazwę Bachstrasse – od potoku przepływającego nieopodal (niem. bach – strumyk). W 1919 roku zmieniono nazwę na Strumykowa. W czasie II wojny światowej ulica nosiła nazwę Joahnn-Sebastian-Bach-Strasse.
Na ulicy Strumykowej 11 (obecnie Sikorskiego 11) 6 czerwca 1936 urodził się aktor Roman Wilhelmi. Urodziny upamiętnia stosowna tablica powieszona na początku ulicy Sikorskiego przez Radę Osiedla Wilda w grudniu 2012, w obecności brata aktora – Adama Wilhelmiego
Ulicą nie kursują żadne planowe linie komunikacji miejskiej.
Od 31 marca 2021 roku – w ramach prac związanych z wdrożeniem Strefy Płatnego Parkowania Wilda – na odcinku od ulicy 28 Czerwca 1956 r. do ulicy Jana Umińskiego obowiązuje ruch jednokierunkowy, z wyłączeniem rowerzystów, w kierunku ul. Umińskiego. Dokonano również przeniesienia miejsc postojowych na jezdnię oraz wydzielono obszar, na którym planowane jest posadzenie zieleni.